# ClamAV

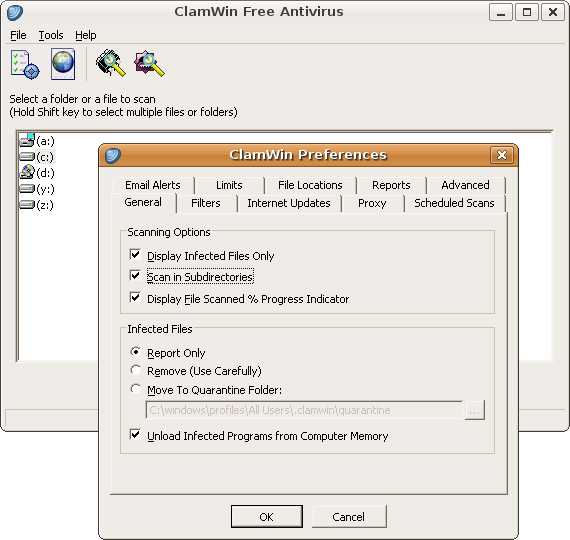
ClamWin

Clam AntiVirus (ClamAV), is een veelgebruikt antivirusprogramma voor Unix. Het wordt met name gebruikt op mailservers om e-mails die virussen bevatten te ontdekken. ClamAV is vrije software en valt onder de GPL. Er bestaat ook een Windows-versie van ClamAV, genaamd ClamWin. De grafische interface voor ClamAV is ClamTK.

## Functies en statistieken
Begin maart 2005 herkende het pakket 31.000 virussen, in november 2007 steeg dit aantal naar 170.775, in april 2009 ging de teller over de 500.000 en een jaar later over de 750.000.

## Overname
ClamAV werd in 2007 verkocht aan Sourcefire, de commerciële zijde van Snort, dat samenwerkt met Check Point.